# Sven Nilsson (bonadsmålare)
För bonadsmålaren i Härnäs se Sven Nilsson
Sven Nilsson även känd som Sven i Betlehem, född 1804 i Hyhult, Vrå socken, Kronobergs län, död 1890, var en svensk bonadsmålare. 
Han var son till Nils Person. Hans produktion var mycket omfattande och fick spridning i ett stort område i södra Sverige. Nilsson räknas som upphovsman för den så kallade Sunnerboskolan.